# Tinjska Gora
Tinjska Gora este o localitate din comuna Slovenska Bistrica, Slovenia, cu o populație de 238 de locuitori.